# Sin-ahu-usur

Uproszczony plan asyryjskiej stolicy Dur-Szarrukin z zaznaczonym położeniem głównej cytadeli wbudowanej w północne mury miejskie

Uproszczony plan kompleksu pałacowo-świątynnego na głównej cytadeli w Dur-Szarrukin z zaznaczonym położeniem pałacu Sin-ahu-usura (Pałac L)

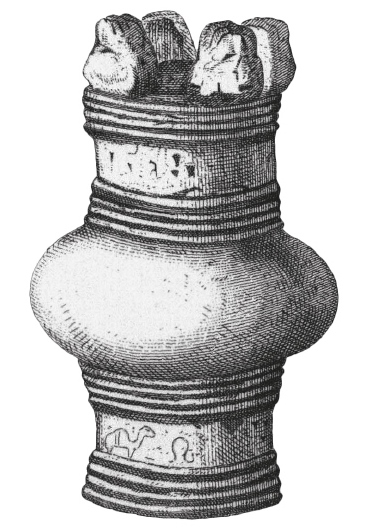
Głowica buławy ceremonialnej wezyra (sukkallu) Sin-ahu-usura, brata króla asyryjskiego Sargona II; znaleziona w trakcie francuskich wykopalisk w Dur-Szarrukin.

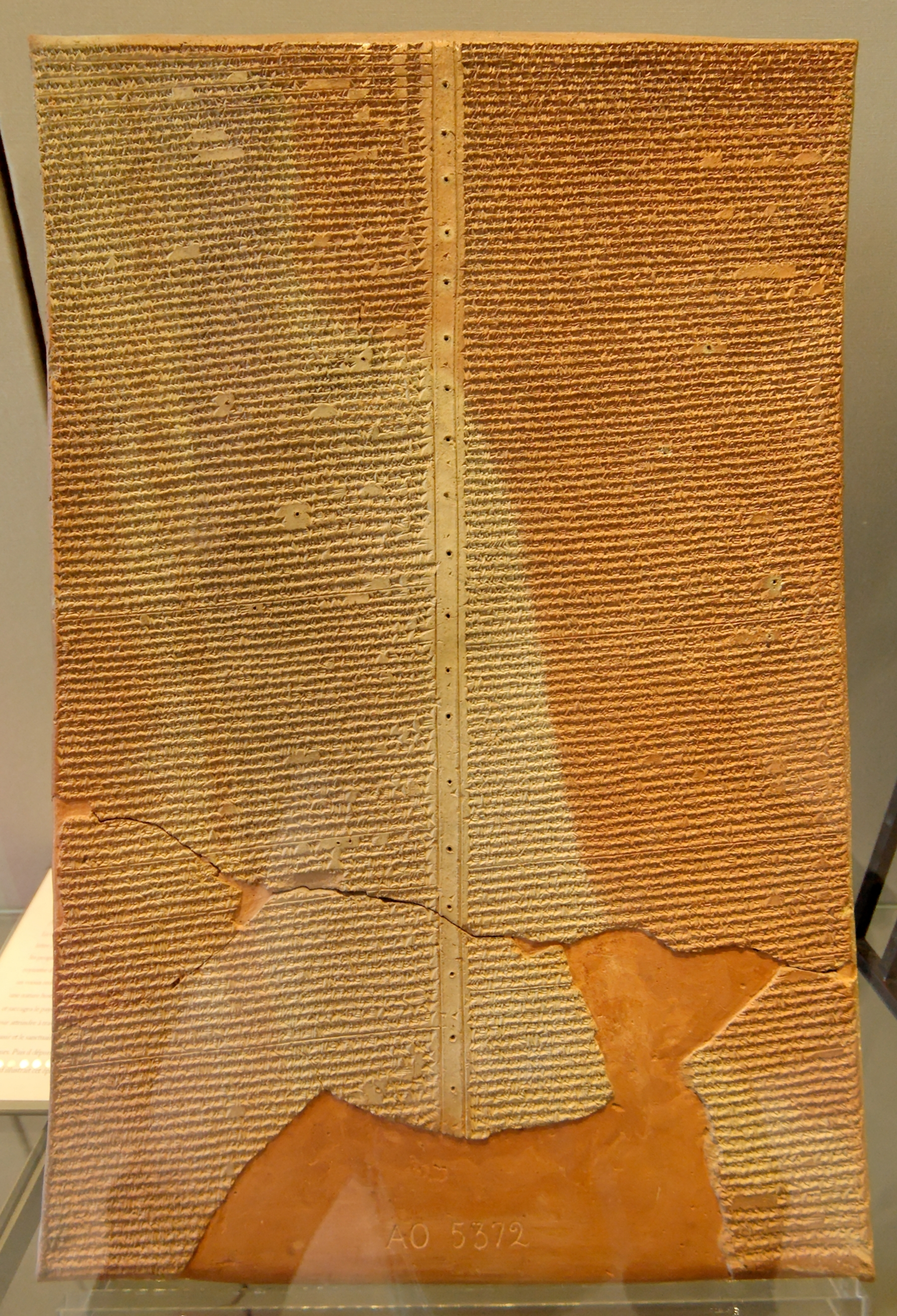
Tabliczka z tekstem Listu do boga Aszura asyryjskiego króla Sargona II; zbiory Luwru (AO 5372)

Sin-ahu-usur (akad. Sīn-aḫu-uṣur, w transliteracji z pisma klinowego zapisywane tradycyjnie md30-PAP-PAB , tłum. „Sinie, chroń brata!”) – brat asyryjskiego króla Sargona II (722-705 p.n.e.), pełniący na jego dworze urząd wezyra (sukkallu). Był najpotężniejszym z magnatów Sargona II i przewyższał swą pozycją i wpływami wszystkich innych urzędników królewskich. Wiele wskazuje też na to, iż w imieniu swego brata zarządzał Babilonią. Wzmiankowany jest w listach i dokumentach z czasów panowania Sargona II i jego syna Sennacheryba.
Jedną z pierwszych politycznych i administracyjnych reform Sargona II, przeprowadzonych zaraz po przejęciu przez niego władzy, było ponowne wprowadzenie w Asyrii niemal zapomnianego już urzędu wezyra (sukkallu). Urząd ten, przygotowany specjalnie dla jego brata, Sin-ahu-usura, wzorowany był na dawnym, średnioasyryjskim urzędzie sukkallu, który zajmowali niegdyś członkowie bocznej linii rodziny królewskiej. Z rozkazu Sargona II urząd wezyra przywrócony został do swej dawnej świetności, a sprawujący go Sin-ahu-usur otrzymał nadzwyczajne uprawnienia i władzę. 
Dowód na wysoką pozycję zajmowaną przez wezyra w tym czasie oraz na jego bliskie związki z rodziną królewską znaleźć można w listach dystybucyjnych różnych dóbr i towarów. W liście dystrybucyjnej trybutu i darów audiencyjnych, którą Sennacheryb (jeszcze jako następca tronu) wysłał swemu ojcu Sargonowi II, sukkallu wymieniany jest zaraz po królu, królowej i następcy tronu. Zgodnie z listą otrzymać miał on 6 min srebra, mniej od następcy tronu i następnego na liście turtānu, ale więcej od królowej. W innej, uszkodzonej liście dystrybucyjnej srebra, sukkallu jest drugi po następcy tronu i najprawdopodobniej trzeci po królu oraz poprzedza turtānu strony prawej i turtānu strony lewej. W jeszcze innej, również uszkodzonej liście, która regulowała najprawdopodobniej kolejność podawania dań w trakcie bankietu, sukkallu wraz ze swym zastępcą sukkallu šaniu wymieniani są po królowej i następcy tronu, ale przed „królewskim potomstwem”, co wskazuje, że wezyr i jego zastępca musieli być członkami rodziny królewskiej.
Sin-ahu-usur wzmiankowany jest z imienia w trzech inskrypcjach. Pierwsza z nich umieszczona jest na monumentalnych progach bram pałacu, który Sin-ahu-usur kazał wznieść dla siebie w kompleksie pałacowo-świątynnym na głównej cytadeli w Dur-Szarrukin (tzw. Pałac L). Inskrypcja ta, datowana na 707 lub 706 r. p.n.e., upamiętnia uroczystą inaugurację tego pałacu:

„Sin-ahu-usur (mdEN.ZU-ŠEŠ-ú-ṣur), wielki wezyr (lúSUKKAL.MAḪ), ukochany brat Sargona, króla wszechświata, króla Asyrii, zarządcy Babilonu, króla kraju Sumer i Akkad, ulubieńca wielkich bogów, wzniósł (i) ukończył ten dom od jego fundamentów aż do krenelaży. On (tj. Sargon) zaprosił wielkich bogów mieszkających w Asyrii i w tym mieście do wejścia do niego i złożył przed nimi czyste ofiary. W stałości swych czystych serc pobłogosławili oni na stałe Sargona i ogłosili dobry (los) dla Sin-ahu-usura (md(!)30-PAP-PAB), jego brata, ukochanego brata”

Inskrypcja ta jest niezwykła z kilku powodów. Po pierwsze jest ona jedyną inskrypcją, która identyfikuje Sin-ahu-usura jako brata Sargona II. Na szczególną uwagę zasługuje fakt, iż do opisania pokrewieństwa Sargona II z Sin-ahu-usurem użyte tu zostało nie tylko tradycyjne słowo aḫu („brat”), ale też archaiczne już słowo talīmu („ukochany brat”, „bliski brat”). Po drugie imię Sin-ahu-usura zapisane zostało na początku inskrypcji w bardzo wyszukany, archaizujący sposób (mdEN.ZU-ŠEŠ-ú-ṣur), a na jej końcu już w sposób tradycyjny (md(!)30-PAP-PAB). Po trzecie w inskrypcji tej Sin-ahu-usur nosi bardzo rzadko spotykany w asyryjskich tekstach babiloński tytuł sukkalmaḫḫu (lúSUKKAL.MAḪ), zamiast tradycyjnie używanego w Asyrii tytułu sukkallu rabiu (SUKKAL GAL). 
Sin-ahu-usur jest jedynym znanym asyryjskim urzędnikiem z okresu nowoasyryjskiego, o którym wiadomo, że wzniósł swój własny pałac. Było to wydarzenie wyjątkowe i bez precedensu, tym bardziej, iż pałac ten swą wielkością i przepychem ustępował jedynie pałacowi królewskiemu, a w jego wnętrzu Sin-ahu-usur mógł nawet umieścić swą inskrypcję podkreślającą jego pozycję i bliskość z królem. Bezprecedensowy był też udział Sargona II w ceremonii inauguracji tego pałacu, gdyż wiadomo, iż ceremonie takie były przeprowadzane z udziałem króla jedynie w świątyniach i pałacach królewskich.
Druga inskrypcja wymieniająca imię Sin-ahu-usura umieszczona jest na wykonanej z brązu głowicy ceremonialnej buławy, odnalezionej w trakcie francuskich wykopalisk w Dur-Szarrukin. Inskrypcja ta jest jedynym bezpośrednim dowodem identyfikującym Sin-ahu-usura jako wezyra Sargona II:

„Pałac Sargona, króla wszechświata, króla Asyrii. (Buława należąca) do Sin-ahu-usura (m<d>30-PAP-PAB), wielkiego wezyra (SUKKAL GAL-u)”

Zaraz za imieniem i tytułem Sin-ahu-usura umieszczone zostały na buławie dwa symbole: pierwszy z nich przypomina swoim kształtem grecką literę omega, a drugi jest wyobrażeniem dromadera. Takie same symbole, umieszczone pomiędzy dwoma, zwróconymi ku sobie postaciami, widnieją też na dwóch odciskach pieczęci z Kalhu. Niektórzy uczeni uważają te symbole za przykład użycia asyryjskich hieroglifów (astroglifów): omega, symbol macicy i macierzyństwa, mógł wskazywać, że Sargon II i Sin-ahu-usur - dwie zwrócone ku sobie postacie na odciskach pieczęci - byli synami tej samej matki, natomiast symbol dromadera odnosić mógł się do słowa talīmu („ukochany brat”).
Trzecia wzmianka o Sin-ahu-usurze znajduje się w inskrypcji Sargona II znanej pod nazwą Listu do boga Aszura. W jednym z fragmentów tej inskrypcji, mającym podkreślać odwagę króla, opisany został jego atak na wrogów:

„Przy użyciu mego własnego rydwanu oraz towarzyszących mi jeźdźców, którzy nigdy - ani na wrogim, ani na sojuszniczym terenie - nie opuszczają mego boku(?), (stanowiącymi) oddział(?) Sin-ahu-usura (md30-PAP-PAB), jak ostra strzała uderzyłem w środek jego (sił), pokonałem go i odparłem jego atak!”

Epizod ten miał miejsce w trakcie wyprawy wojennej Sargona II przeciw Urartu, w której - według zachowanej korespondencji królewskiej - uczestniczył też sukkallu. W przytoczonym fragmencie nie jest wymieniany tytuł Sin-ahu-usura, nie jest on też nazywany bratem króla, ale występuje tu jako dowódca elitarnego oddziału ježdžców, należącego najprawdopodobniej do królewskiej straży przybocznej. Ogólny sens tego fragmentu jest jasny, choć znaczenie niektórych z użytych tu słów nie jest do końca zrozumiałe. 
Sin-ahu-usur jako sukkallu wzmiankowany jest w szeregu dokumentów datowanych na czasy panowania Sargona II oraz początek rządów Sennacheryba, a także jest adresatem dziewiętnastu listów: czternastu z czasów panowania Sargona II i pięciu z czasów panowania Sargona II lub Sennacheryba. We wszystkich tych tekstach występuje on po prostu jako sukkallu (ewentualnie sukkallu dannu), ale nigdzie nie jest wymieniany z imienia (na podobnej zasadzie Sargon II w listach i dokumentach nigdy nie jest wymieniany z imienia, a jedynie nazywany jest „królem”). Sin-ahu-usur, będąc bratem króla, był bardzo dobrze znany i nie było potrzeby wymieniania jego imienia - podanie w liście samego jego tytułu było już wystarczające. Nie można go też było pomylić z jego zastępcą (o którym zresztą bardzo niewiele wiadomo), również będącym sukkallu, gdyż ten nazywany był w tekstach „drugim wezyrem” (sukkallu šanû). Nie są znane żadne listy od króla do jego sukkallu, ani od sukkallu do króla - Sin-ahu-usur najprawdopodobniej przez większość czasu towarzyszył swemu bratu, a to oznacza, że obaj bracia nie musieli często wymieniać korespondencji pomiędzy sobą. Wszystkie datowane dokumenty i listy w których pojawia się sukkallu pochodzą z okresu pomiędzy 715 a 694 r. p.n.e., co oznacza, że Sin-ahu-usur pełnić musiał urząd sukkallu również po śmierci Sargona II, we wczesnych latach panowania Sennacheryba. Po 694 r. p.n.e. sukkallu znika ze źródeł pisanych na dziesięć lat, aż do 684/683 r. p.n.e., kiedy to niejaki Inurta-na’di, noszący tytuł sukkallu dannu, pojawia się jako świadek w liście darów Sennacheryba dla domu akītu w Aszur.
Z zachowanych listów i dokumentów wynika, iż najważniejsze obowiązki Sin-ahu-usura jako wezyra obejmowały funkcje wojskowe, administracyjne i sądowe. Wiadomo, iż jako wezyr i członek rodziny królewskiej Sin-ahu-usur posiadał własne oddziały wojskowe, zwane kiṣir sukkalli. Dowód na to znaleźć można w jednym z tekstów, który wspomina o „dowódcy kohorty wojsk wielkiego wezyra” (lúGAL ki-ṣirmeš lúSUKKAL). Sin-ahu-usur posiadać miał też własne oddziały rydwanów bojowych, gdyż w jednym z listów zarządca królewski (masennu) o imieniu Tab-szar-Aszur informuje Sargona II, iż sukkallu wraz z większością innych magnatów wykonał swój obowiązek i dostarczył na czas swe rydwany bojowe. Zgodnie z Listem do boga Aszura Sin-ahu-usur, jako dowódca jednego z elitarnych oddziałów, towarzyszyć miał Sargonowi II w 714 r. p.n.e. podczas jego wyprawy wojennej przeciw Urartu. Po wyprawie pozostał on najprawdopodobniej na granicy z Urartu, gdyż o obecności sukkallu w tym rejonie wspomina w swoim raporcie dla króla Nashur-bel, gubernator prowincji Amidu. W jakiś czas później Sin-ahu-usur przebywać już musiał w Babilonii, gdyż Asyryjska kronika eponimów podaje, że w 707 r. p.n.e., po powrocie Sargona II z Babilonii do Asyrii, sukkallu poprowadził asyryjskie wojska stacjonujące w Babilonii przeciwko chaldejskiemu plemieniu Bit-Jakini, zdobywając jego stolicę Dur-Jakin:

„Król powrócił z Babilonu; wezyr (sukkallu) sprowadził magnatów (z Bit-Jakini jako jeńców) oraz łupy z Dur-Jakin. Dur-Jakin (zostało) zniszczone. 22 dnia miesiąca tašrītu bogowie Dur-Szarrukin [wkroczyli] do swych świątyń”

Niemal wszystkie zachowane listy o charakterze administracyjnym łączą postać Sin-ahu-usura z Babilonią. Piętnaście z nich, adresowanych do sukkallu lub wspominających sukkallu, pochodzi właśnie z Babilonii. Spośród tych piętnastu osiem wydatować można z pewnością na lata 710-709 p.n.e. Z wszystkich tych listów wynika, iż Sin-ahu-usur jako sukkallu odgrywać musiał w Babilonii niezwykle ważną rolę. O tym, iż już od samego początku był on bardzo głęboko zaangażowany w przedsięwzięcia Sargona II w Babilonii, świadczą dwa listy, które przedstawiają go jako głównego organizatora triumfalnego wejścia Sargona II do Babilonu w 709 r. p.n.e.. W pierwszym z nich niejaki Belszunu z Babilonu informuje sukkallu, że babilońscy możni wyczekują triumfalnego wkroczenia króla Sargona II do Babilonu i jego udziału w święcie Nowego Roku (akītu). Dodaje też, że Marduk rozkazał wyrzucić Marduk-apla-iddinę II z Babilonu i że Sargon II powinien wkroczyć do miasta. W drugim liście od nieznanego nadawcy do sukkallu mowa jest o przywilejach (kidinnūtu) dla Babilonu, które król powinien przyznać po wkroczeniu do miasta. Autor listu twierdzi też, iż cały Babilon żyje w strachu i błaga o ochronę wezyra. Pozostałe listy opisują różne aspekty działalności Sin-ahu-usura w Babilonii: sukkallu zajmuje się w nich darami dla E-zidy, zbiera informacje wywiadowcze, wydaje rozkazy asyryjskim i miejscowym urzędnikom, jest odpowiedzialny za bezpieczeństwo na granicy z plemionami Bit-Amukkani i Bit-Jakini na południowym wschodzie i południu, z Elamem na wschodzie i z plemieniem Bit-Dakkuri na zachodzie, otrzymuje informacje o posłańcach wysyłanych przez jego podwładnych do króla czy też angażuje się w sprawy dotyczące plemion aramejskich i ich jeńców. Cała Babilonia od Der do Uruk i od Borsippy do Dur-Szarruku wydaje się być pod jego ścisłą kontrolą. Ważnych informacji na temat działalności Sin-ahu-usura w Babilonii udziela też wspomniana już Asyryjska kronika eponimów, która podaje, iż w 707 r. p.n.e. Sargon II powrócił z Babilonu do Asyrii na inaugurację nowo wybudowanych świątyń w Dur-Szarrukin, a sukkallu pozostał w Babilonii i przeprowadził udany atak na Dur-Jakin, miasto rodzinne Marduk-apla-iddiny II, jednego z głównych wrogów Sargona II. Dowody z listów i Asyryjskiej kronik eponimów pokazują, iż pod nieobecność Sargona II to właśnie Sin-ahu-usur w imieniu swego brata zarządzał babilońskimi sprawami. Pozostawać mógł on w Babilonii aż do 702 r. p.n.e., kontrolując sytuację w tym niespokojnym regionie po nagłej śmierci Sargona II w 705 r. p.n.e. Po tym jak Sennacheryb osadził na tronie Babilonu Bel-ibni, Sin-ahu-usur najprawdopodobniej powrócił do Asyrii, gdzie pełnił obowiązki sędziego. 
Działalność Sin-ahu-usura jako sędziego znana jest jedynie z pięciu dokumentów. Dwa z nich, datowane na 694 r. p.n.e., wydają się pochodzić już z końcowego etapu jego kariery jako sukkallu. W pierwszym z nich nakłada on na šakintu (kobieta pełniąca urząd zarządcy) bardzo wysoką karę wynoszącą 40 min miedzi. Tekst ten, pochodzący z archiwum urzędniczek šakintu w Niniwie, nie zawiera jednak żadnych informacji na temat samej sprawy sądowej. W drugim z dokumentów złodzieje złapani na gorącym uczynku, chcąc uniknąć wysłania do Niniwy, gdzie musieliby stanąć przed sukkallu lub sartinnu, postanawiają od razu przyznać się do winy - w rezultacie zostają osądzeni przez miejscowych urzędników, którzy nakładają na nich wysoką karę. Z obu tych dokumentów zdaje się wynikać, iż po powrocie z Babilonii Sin-ahu-usur zamieszkał w Niniwie. Zachował swą wysoką pozycję jako sukkallu, ale najprawdpodobniej nie angażował się już w sprawy polityczne i wojskowe, pełniąc jedynie honorowe obowiązki jako najwyższy sędzia. 